# Rhynchostegium anceps
Rhynchostegium anceps là một loài rêu trong họ Brachytheciaceae. Loài này được Bosch & Sande Lac. A. Jaeger mô tả khoa học đầu tiên năm 1878.